# محمدمهدی اوبهی
محمدمهدی اوبهی، ملقب به ظهیرالممالک و معروف به ظهیر اوبهی(زاده: ۱۲۵۲ خورشیدی، درگذشت: ۱۳۳۹ خورشیدی در تهران)، از دولتمردان و رجال ایران در دوران معاصر بود.
محمدمهدی اوبهی، ملقب به ظهیرالممالک، از صاحب منصبان وزارت پست و تلگراف به حساب می‌آمد و از جمله مدتی معاونت پست و تلگراف خراسان را بر عهده داشت.
دکتر قاسم غنی، در خاطرات خویش، گهگاه از ظهیراوبهی یاد کرده و از جمله در شرحی که در مورد نحوهٔ آسیب دیدن چشم کمال الملک، در دوران تبعیدش در خراسان نوشته‌است، از وی چنین نام برده‌است:
شبی در تابستان در حدود یک ساعت بعد از نصف شب آقای ظهیر اوبهی (ظهیر الممالک) معاون پست و تلگراف خراسان به منزل بنده در مشهد آمده مذاکرات تلگرافی حضوری ارائه داد که سالار معتمد با تأکید هرچه تمامتر تقاضا کرده که بنده فوری به نیشابور و تقی‌آباد چهار فرسخی غربی نیشابور بروم زیرا کمال الملک وقت سحر روز گذشته به زمین افتاده و چشمش آسیب دیده و فعلاً از زیادتی درد می‌نالد من فوری تهیهٔ اتومبیل دیده به تقی‌آباد رفتم و در حدود ساعت ۱۰ صبح به تقی‌آباد رسیدم. تفصیل حادثه این بود که در آن سال سالار معتمد که عادتاً منزل و باغش محیط دوستان و رفقای فراوان او بود بیش از عمارات متعددی که در باغ داشت مهمان به او وارد شده بودند از جمله چند نفر از خانواده مرحوم سردار معزز بجنوردی که خانم او خواهر خانم سالار معتمد بود آمده بودند از این جهت در باغ چادر هم زده بودند. مرحوم کمال الملک استراحت در چادر را انتخاب کرده بود. آن روز قبل از طلوع آفتاب در حالیکه هنوز تاریک بود حرکت می‌کند بیرون برود پایش به بند چادر گیر کرده افتاده و عینک چشم شکسته و شیشه عینک به چشم فرورفته چشم را سوراخ کرده بطوریکه چشم خالی می‌شود. اطبای محلی می‌روند و مسکن می‌دهند دوباره اول شب درد شدت می‌یابد. قریب دو هفته در آنجا بودم البته در همان دو سه روز اول درد ساکت شد ولی بطوریکه عرض شد چشم بکلی از میان رفته اما نگرانی باقی بود که چشم دیگر به واسطه حادثه‌ای که به چشم طرف مقابل رسیده رنجور نشود، این بود که مختصری پس از بهبودی به تهران تشریف بردند و مدتی تحت معالجه و مواظبت جناب آقای دکتر اسماعیل مرزبان (امین الملک) قرار گرفتند و چندی بعد برای اقامت دائمی به نیشابور و حسین‌آباد مراجعت فرمودند.
اعضای فامیل ظهیراوبهی که بعضاً در کرمان ساکن هستند، از احفاد و خویشاوندان او به شمار می‌آیند.
محمدمهدی ظهیراوبهی، سرانجام در سال ۱۳۳۹ خورشیدی در تهران درگذشت و در گورستان ظهیرالدوله این شهر به خاک سپرده شد.